# Science et Religion
 (septembre 2016).
Améliorez-le ou discutez des points à vérifier. 
Ne doit pas être confondu avec Relation entre science et religion.
Science et Religion (titre original : Religion and Science) est un essai écrit par Bertrand Russell en 1935. Cet ouvrage a pour objet de retracer les relations conflictuelles entre science et religion (principalement le christianisme). L'ouvrage montre comment la théologie a mené une guerre sans concession (dénonciations, tortures, persécutions, exécutions) contre le développement des sciences, et en quoi la science est par nature opposée à la pensée religieuse, quand bien même elle est l'œuvre de croyants sincères (tels que Newton).
Une partie de l'ouvrage analyse le caractère rationnel ou non de la démarche inductive elle-même, telle que l'utilisent les sciences physiques : Russell pose la question de savoir si la science se montre superstitieuse en supposant que ce qui a été observé sur un ensemble fini de données à un moment du temps  sera répété jusqu'à nouvel ordre, toujours et partout.

## Analyse par chapitre
Le livre est divisé en 10 chapitres qui abordent chacun un point de conflit entre la science et la religion.
1. Terrains de Conflit
2. La révolution copernicienne
3. L'évolution
4. Démonologie et médecine
5. L'âme et le corps
Critiquant le dualisme de l'âme et du corps comme le réductionnisme, l'auteur pense que cette opposition sera un jour dépassée dans une forme de monisme neutre.
6. Le déterminisme
Russell montre que depuis la mécanique quantique, les lois statistiques ne dérivent plus de lois régissant les cas individuels, mais deviennent des lois plus fondamentales. Si l'atome isolé est sans loi, la difficulté est d'en extraire une régularité dans le cas des grands nombres. Comme une régularité ne peut sortir d'un caprice pur et simple, Russell en déduit que « les lois statistiques du comportement des atomes dérivent de lois encore inconnues qui régissent leur comportement individuel ». Cela revient à sauver le déterminisme en le cachant derrière notre ignorance des causes fondamentales d'une probabilité.
7. Le mysticisme
Russell critique moins le mysticisme qui fait partie de la vie et qui est, à ce titre, respectable et estimable, que la philosophie qui en découle parfois : celle qui de Parménide à Hegel nie le temps, les apparences, le mal. Tout bien considéré, la négation mystique des apparences semble avoir, comme chez Hegel, un sens non pas logique, mais émotif : « le  mysticisme exprime une émotion, non un fait ; il n'affirme rien, et la science ne peut donc ni le confirmer, ni l'infirmer ». Mais il est nocif de lier ce genre d'émotions ayant une valeur contemplative avec des assertions sur la nature de l'univers. La science reste donc bien la seule méthode permettant de parvenir à la vérité.
8. Le dessein cosmique
Avec un sens de l'humour caustique où son ironie voltairienne se manifeste, Russell critique la théorie du dessein cosmique sous sa triple forme théiste, panthéiste et « émergente ». Particulièrement dur avec cette dernière, défendue par Samuel Alexander ou Henri Bergson, il conclut par cette cinglante formule : « Les partisans de l'évolution émergente, s'étant persuadés que Dieu n'a pas créé le monde, se contentent de dire que le monde est en train de créer Dieu ». Russell pense au contraire que l'apparition de la vie est une singularité nullement reproductible et, en quelque sorte, accidentelle. Enfin, la glorification de l'homme lui paraît une prétention déplacée : on aurait autant de raisons de supposer au comportement humain une origine satanique que divine. En fait, « son mélange de vices et de vertus est bien celui qu'on attendrait d'une origine fortuite ». L'homme ne constitue pas l'indice bien probant d'un quelconque dessein cosmique (voir principe anthropique), et Russell énonce dans sa conclusion sa célèbre phrase : « Si je recevais la toute-puissance avec des millions d'années pour expérimenter, je ne penserais pas à me vanter de l'Homme comme résultat de mes efforts ».
9. Science et morale
10. Conclusion

## Citation
« La soi-disant raison de le penser, comme nous l'avons vu, est que l'univers nous a produit, NOUS. Je ne peux le nier. Mais sommes-nous assez merveilleux pour justifier un aussi long prologue ? [...] N’y a-t-il pas quelque chose d’un peu grotesque dans le spectacle d’humains tenant un miroir devant eux et trouvant ce qu’ils y voient assez parfait pour démontrer qu’un dessein Cosmique y tendait dès l’origine ? Pourquoi, de toute façon, cette glorification de l’Homme ? Que dire des lions et des tigres ? Ils détruisent moins de vies animales ou humaines que nous, et sont beaucoup plus beaux que nous. Que dire des fourmis ? Elles gèrent l'État corporatif beaucoup mieux que n’importe quel fasciste. Un monde de rossignols, d’alouettes et de chevreuils ne serait-il pas meilleur que notre monde humain de cruauté, d’injustice et de guerre ? Les adeptes du Dessein Cosmique font grand cas de notre soi-disant intelligence, mais leurs écrits en font douter. Si je recevais la toute-puissance, avec des millions d’années pour expérimenter, je ne penserais pas à me vanter de l’Homme comme résultat de mes efforts.
[...] seule une suffisance insondable peut voir dans l'homme un mobile que l'Omniscience jugerait digne du créateur. »

## Sources
- Bertrand Russell (trad. de l'anglais par Phillippe Mantoux), Science et religion, Paris, Gallimard, coll. « Folio / Essais » (no 125), 1990, 187 p. (ISBN 978-2-07-032517-7, OCLC 823682691)